# グロい花
『グロい花』（グロいはな）は、神聖かまってちゃんが2011年に発表した楽曲。2023年10月25日に戸川純をボーカルに迎えデジタルシングルとしてリリースされた。

## 概要
前作『僕は頑張るよっ feat. ano』から1か月ぶりのリリースとなり、3作続けてのコラボ楽曲となった。
本楽曲は、2011年8月31日発売のアルバム『8月32日へ』の収録曲で、2023年10月に戸川純をフィーチャリングアーティストに迎えたバージョンが同年11月15日発売のベスト・アルバム『聖なる交差点』に先駆けてリリースされることとなった。ジャケットは、浄土るるが手掛けた。

## 収録内容
| 全作詞・作曲: の子。 |                                                   |       |            |      |
| #                    | タイトル                                          | 作詞  | 作曲・編曲 | 時間 |
| 1.                   | 「グロい花 feat. 戸川純」                         | の子  | の子       | 5:11 |
| 2.                   | 「グロい花 feat. 戸川純（Instrumental）」         | の子  | の子       | 5:11 |
| 3.                   | 「グロい花（の子 vocal version）」(2023 Remaster) | の子  | の子       | 5:19 |
| 合計時間:            | 合計時間:                                         | 15:41 |            |      |